# Burg Unterkirnach
Die Burg Unterkirnach ist eine abgegangene Höhenburg auf dem Schlossberg im Südosten von Unterkirnach im Schwarzwald-Baar-Kreis in Baden-Württemberg.
Vermutlich wurde die Burg, von der weiter nichts bekannt ist, von den Herren von Unterkirnach erbaut.